# 韦秋利
韦秋利（1962年—），广西马山人，壮族，中华人民共和国政治人物、第十二届全国人民代表大会广西地区代表。
毕业于广西大学政治经济学专业。加入九三学社。2013年，担任全国人大代表。